# Jomalig
Jomalig è una municipalità di sesta classe delle Filippine, situata nella Provincia di Quezon, nella regione di Calabarzon.
Jomalig è formata da 5 baranggay:
- Apad
- Bukal
- Casuguran
- Gango
- Talisoy (Pob.)